# ناگهان رستخیز
ناگهان رستخیز یک آلبوم موسیقی، اثر آهنگساز و موسیقی‌دان ایرانی، احمد پژمان است. این اثر در سال ۱۳۸۶ با اجرای ارکستر سمفونیک ملی روسیه و گروه کر مسکو ضبط و در فروردین ۱۳۸۹ توسط حوزه هنری منتشر شد. در مرداد ۱۳۹۱ قطعهٔ «خورشید ایران» با اجرای ارکستر سمفونیک اوکراین، به آلبوم افزوده و برای چهارمین بار با طراحی جلد جدید، بازنشر شد.
«... ناگهان رستخیز … از چنان شکوه و عظمتی برخوردار است که به‌سختی بتوان مشابه آن را در آثار دیگر آهنگ‌سازان ایرانی پیدا کرد. اثری فوق‌العاده خوش‌ساخت و تأثیرگذار که به جرأت می‌توان آن را بهترین و کامل‌ترین اثر موسیقی احمد پژمان دانست.»— کامبیز روشن روان

## عوامل تولید
- آهنگساز: احمد پژمان
- رهبر ارکستر: سرگئی اسکریپکا (قطعات ۱ تا ۵)، ولادیمیر سیرنکو (قطعات ۶ و ۷)
- اجرا: ارکستر سمفونیک ملی روسیه (قطعات ۱ تا ۵)، ارکستر سمفونیک اوکراین (قطعات ۶ و ۷)
- گروه کُر: گروه کر مسکو (قطعات ۱ تا ۵)، گروه کر تهران و اوکراین (قطعهٔ ۶)
- ضبط موسیقی: استودیو موس فیلم
- صدابردار: گنادی پاپین
- مدیر تولید: رضا مهدوی
- طراحی گرافیک: سهیل حسینی
- تهیه‌کننده: مرکز موسیقی حوزه هنری

## محتوا

### فرم موسیقی
احمد پژمان در یادداشت جلد آلبوم موسیقی ناگهان رستخیز، نوشته بود  که این اثر را می‌توان اوراتوریو نامید. او در سال ۱۳۸۹ در جلسهٔ نقد و بررسی آلبوم، همچنین گفت: «من اسم این کار را اوراتوریو گذاشتم؛ اما شاید در واقع بتوان آن را یک سوئیت سمفونی آوازی نامید.»

### یادداشت آهنگساز
احمد پژمان در بخشی از توضیحات این آلبوم نوشته‌است: «من در این سرزمین به دنیا آمده‌ام. سرزمین ابرمردان کلام‌های آهنگین. سرزمین مولانا که آتش همیشه افروخته بیشه عشق است. سرزمین ابر مردی که کلام رندانه‌اش گاهی به کلام‌های اولین و آخرین شانه می‌زند دمی که جنگ افروزان هفتاد و دو ملت، همه را عذر می‌نهد و می‌گوید ایشان: چون ندیدند حقیقت ره افسانه زدند. همیشه بر این آرزو بوده‌ام که با اثری به زبان موسیقی، همه احساس درونیم را به ایشان بیان دارم و ادای احترامی کنم بدین بزرگان، به ابر مردان شعر پارسی؛ و این مجموعه را (که می‌توان اوراتوریو نامیدش) با همه تأثیری که در من داشته تصنیف کرده‌ام و همواره براین باور بوده‌ام که اثرم توان همدوشی با کلام ایشان را ندارد و همه تلاشم بر این بود که سندی باشد، نشان عشق و ارادتم به این بزرگان و تعارفی در کار نیست که برگ سبزی است تحفه درویش؛ و در آخر اثرم را به سرزمینم تقدیم می‌کنم که گهواره و موطن بزرگانی چنین بوده‌است.»

### نقد
هوشنگ کامکار در اردیبهشت سال ۱۳۸۹ پس از انتشار ناگهان رستخیز، در بخشی از یادداشت خود دربارهٔ این اثر چنین نگاشت: «ناگهان رستخیز از جمله آثار ارزشمند و با محتوای موسیقی سمفونیک به سبک موسیقی ملی ایران است که در تاریخ این سرزمین جاودانه خواهد ماند. به امید روزی که این اثر با ارکسترهای بزرگ جهان نیز به‌صورت زنده اجرا شود».

## اجرای زنده
در ۳۰ دی ۱۳۹۷ (۲۰ ژانویه ۲۰۱۹)، سه قطعهٔ: آتش است و … (هم آتش است و هم آب)، با منِ خاک نشین و رستخیز ناگهان، در سالن ارفیوم ونکوور کانادا به روی صحنه رفت. در برنامه‌ای با عنوان «ناگهان رستخیز» یا «شب موسیقی ایرانی» که برای بزرگداشت احمد پژمان برگزار شده بود، ارکستر سمفونیک اپرای ونکوور و گروه کر باخ ونکوور به رهبری لسلی دالا و با حضور احمد پژمان، این قطعات را اجرا کردند.

## قطعات آلبوم
| ردیف | نام قطعه      | نام شاعر             | زمان  |
| ۱    | رستخیز ناگهان | مولوی                | ۰۹:۱۴ |
| ۲    | آتش است و …   | خواجه عبدالله انصاری | ۰۹:۲۷ |
| ۳    | با منِ خاک‌نشین | حافظ                 | ۰۶:۱۰ |
| ۴    | و زخم سنان …  | فردوسی               | ۱۱:۲۲ |
| ۵    | رستخیز        | (بی‌کلام)             | ۲۷:۳۵ |
| ۶    | خورشید ایران  | مهستی بحرینی         | ۰۳:۴۲ |
| ۷    | خورشید ایران  | (بی‌کلام)             | ۰۳:۴۲ |